# ケーテ・コルヴィッツ

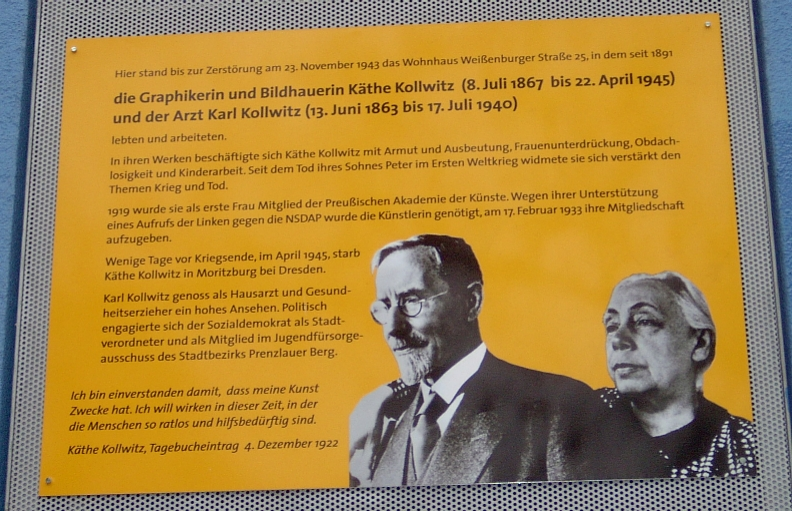
ケーテ・コルヴィッツの肖像（左は夫カール）

ケーテ・シュミット・コルヴィッツ（ドイツ語: Käthe Schmidt Kollwitz, 1867年7月8日 - 1945年4月22日）は、ドイツの版画家、彫刻家。周囲にいた貧しい人々の生活や労働を描いたほか、母として・女性としての苦闘を数多くの作品に残した。ドイツ帝国、ヴァイマル共和国、ナチス・ドイツという揺れ動く時代を生きた、20世紀前半のドイツを代表する芸術家の一人である。

## 人物・生涯
彼女は1867年、東プロイセンのケーニヒスベルク（現在のロシア領カリーニングラード）で、左官屋の親方である父カール・シュミット、母ケーテ・ループの間に生まれた。彼女は父の仕事場にいた職人から絵や銅版画を学び、父は17歳になった彼女をベルリンへ絵の勉強に行かせた。この時期、彼女はマックス・クリンガーなどベルリン分離派の画家・版画家たちの影響を強く受けた。彼女は学業を終えケーニヒスベルクに戻ったが、再びより芸術的な環境を求めミュンヘンに向かい、フランス印象派絵画などの影響を受ける一方、版画やスケッチが自分に向いていると考えるようになる。1890年、彼女はケーニヒスベルクに戻り、港で働く女性たちの活動的な姿を版画に描くようになった。
1891年、兄の友人で健康保険医のカール・コルヴィッツと結婚した彼女はベルリンの貧民街に移った。彼女は生涯描き続けた自画像に取り組む一方、スラムに住む彼女の周りの住民たちや夫の患者たちに強い印象を受け、貧困や苦しみを描くようになる。
彼女は1897年に、ゲアハルト・ハウプトマン作の下層階級の人々を描いた戯曲『織匠』（Die Weber、1892年）を見た印象から制作した最初の版画連作『織匠』（織工の蜂起）を発表し、一躍脚光を浴びる。批評家からは絶賛を浴びたが、当時の芸術家のパトロンたちにとっては難しい題材であった。彼女はベルリンの『大展覧会（Große Kunstausstellung）』で金メダルにノミネートされたが、皇帝ヴィルヘルム2世は授賞に対する許可を与えなかった。
その後彼女はドイツ農民戦争を題材にした連作『農民戦争』（1908年）で評価され、版画に加えて彫刻も手がけるようになったが、1914年、第一次世界大戦の開戦一週間後に末息子のペーターが戦死した。社会全体に開戦への熱気が高まる中で息子のハンスとペーターが兵士に志願した際、彼女は止めるどころかむしろ後押ししてしまったこともあり、彼女は長い間悲しみにさいなまれた。戦後、彼女はペーターの戦死を基にした木版画による連作『戦争』（1920年）や労働者を題材にした『プロレタリアート』（1925年）を発表する一方、息子の死後17年間にわたり彫刻『両親』の制作を続け、1932年にベルギー・フランデレンのRoggevelde にあるドイツ軍戦没兵士墓地に設置された。後に、ペーターの葬られた墓地は近くのVlodslo に移転し、彫刻も移転している。彼女はその他、激戦地だったベルギー・ランゲマルク（Langemarck）の墓地のために四人の黙祷する兵士の像を制作している。

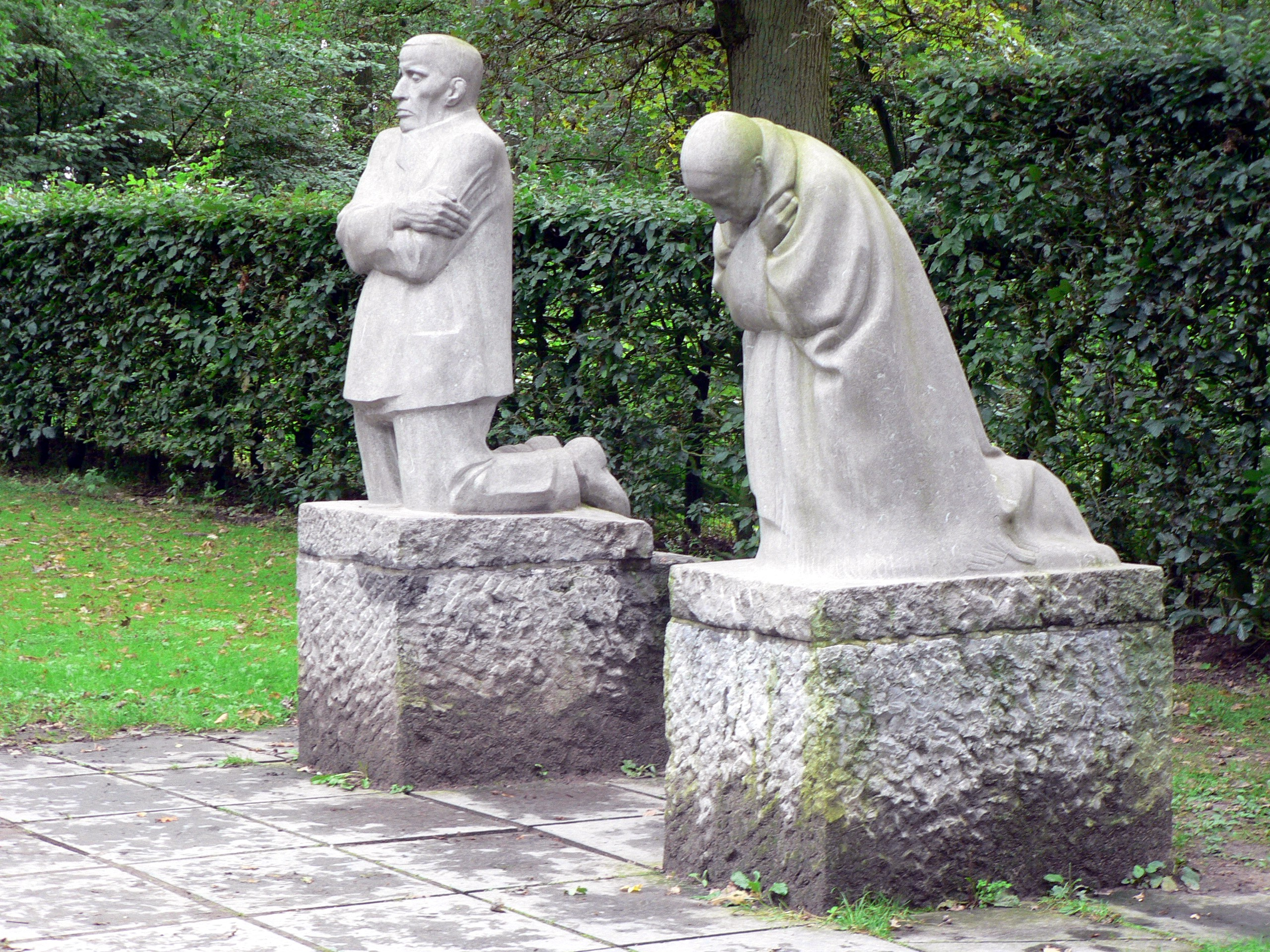
『両親』
ベルギー・Vlodsloの第二次大戦戦没ドイツ兵墓地に移転されている

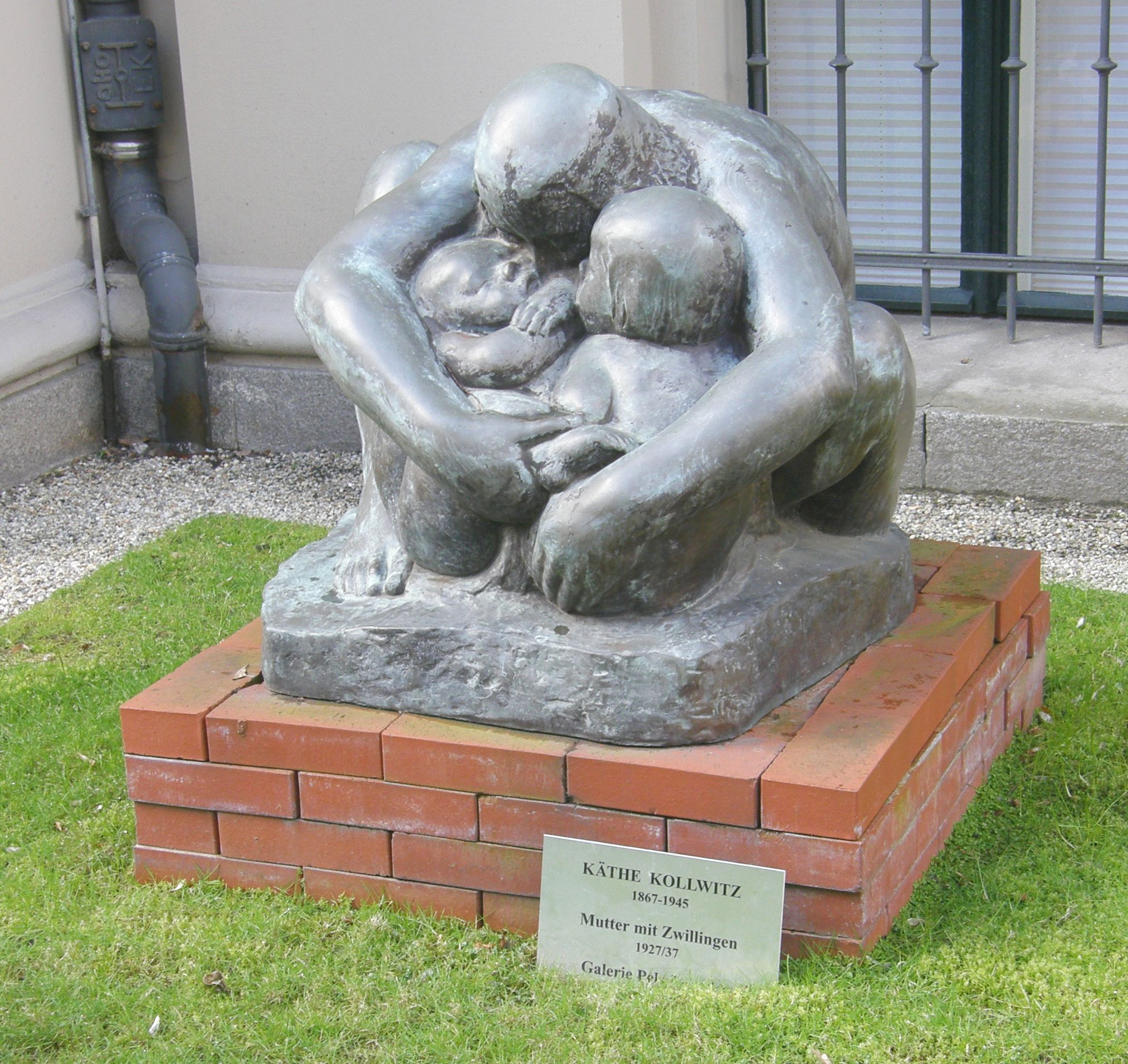
『母と2人の子』

彼女は1919年、女性アーティストとしてはじめてプロイセン芸術院の会員に任命され、1929年にはプール・ル・メリット勲章を受章するなど、第一次世界大戦後の国家や社会の各層から高い評価を受け、多くの人々から親しまれた。一方で社会主義運動や平和主義運動にも関与し、『カール・リープクネヒト追憶像』の制作や、ドイツ革命後わずかな間存在した社会主義政府の労働者芸術会議に参加するなどの活動を行っている。
1933年、ナチ党の権力掌握とともに「退廃芸術」の排斥が始まった。彼女も反ナチス的な作家とされ、芸術院会員や教授職から去るように強制された。彼女は最後の版画連作『死』および、母と死んだ息子を題材にした彫刻『ピエタ』（1937年）を制作するものの、1930年代後半以後は展覧会開催や作品制作など芸術家としての活動を禁じられた。宣伝省は人気のあった彼女の作品を『退廃芸術展』では展示しなかったものの、逆にいくつかの作品をナチスのプロパガンダとして利用している。彼女の夫は1940年に病死し、孫のペーター（長男ハンスの息子）は東部戦線で1942年に戦死した。
1943年、彼女はベルリン空襲で住宅やデッサンの多くを失い、ザクセン王子エルンスト・ハインリヒの招きで、ベルリンからドレスデン近郊の町・モーリッツブルクに疎開し、モーリッツブルク城のそばのリューデンホーフという屋敷に住んだ。彼女は制作を禁じられた後もひそかに制作を続けており、最末期の作品には子供たちを腕の下に抱えて守り、睨みつける母親を描いた1941年の『種を粉に挽いてはならない』という版画作品がある。1945年4月22日、第二次世界大戦終結のわずか前、彼女は世を去った。

## 作品の所蔵・展示
ケーテ・コルヴィッツの『ピエタ』は、1993年、ベルリンの「ノイエ・ヴァッヘ」（国立中央戦争犠牲者追悼所）内部の中央に設置されている。
日本において見られる彫刻作品には、「恋人たちII」(1913)（愛知県美術館）などがある。
沖縄の佐喜眞美術館に、連作版画の「戦争」、「農民戦争」、「死」がコレクションされている。